# Liane Linden
Liane Linden, egentligen Inga-Britt Aronowitsch, född Gneib 1 april 1920 i Göteborg,  död 30 november 2014 i Täby, Stockholms län, var en svensk skådespelare.

## Biografi
Liane Linden var dotter till advokaten Gunnar Gneib och Gunhild, född Sonesson. Hon genomgick åtta klasser i Göteborgs högre samskola och utbildades därefter för scen och film i London under ledning av Douglas Fairbanks, Sr. Hon återvände till Sverige vid andra världskrigets utbrott 1939. Hon gjorde sin scendebut i pjäsen Farlig oskuld. Liane Lindens film- och teaterkarriär avslutades 1967.
Hon var också utbildad tecknare på såväl Valands målarskola som på Reimannskolan i London. Efter avslutad skådespelarkarriär verkade hon som copywriter, då hon också erhöll internationella Rizzolipriset. Hon blev sedermera socionom på Socialhögskolan. Liane Linden avled den 30 november 2014.

## Filmografi
- 1939 – The Arsenal Stadium Mystery
- 1941 – Så tuktas en äkta man
- 1941 – Lärarinna på vift
- 1941 – Lasse-Maja
- 1944 – Den heliga lögnen
- 1944 – Snöstormen
- 1956 – Moln över Hellesta
- 1963 – Det är hos mig han har varit
- 1963 – Kurragömma

## Teater

### Roller (ej komplett)
| År   | Roll             | Produktion                                                             | Regi                | Teater                 |
| ---- | ---------------- | ---------------------------------------------------------------------- | ------------------- | ---------------------- |
| 1941 | Fröken Therese   | Kamraterna August Strindberg                                           | Per-Axel Branner    | Nya Teatern            |
| 1942 | Eileen           | Min syster Eileen (My Sister Eileen) Joseph Fields och Jerome Chodorov | Gösta Folke         | Vasateatern            |
| 1943 |                  | Roberta Jerome Kern och Otto Harbach                                   | Leif Amble-Naess    | Oscarsteatern          |
| 1958 | Jaqueline Giraux | Bäddat för tre (Monsieur Masure) Claude Magnier                        | Willy Peters        | Programbolaget         |
| 1964 | Fru Blankensee   | Skärmarna (Les Paravents) Jean Genet                                   | Per Verner-Carlsson | Stockholms stadsteater |

## Radioteater

### Roller
| År   | Roll            | Produktion                                  | Regi |
| ---- | --------------- | ------------------------------------------- | ---- |
| 1945 | Fröken Stenberg | Förstklassigt familjepensionat Alice Svensk |      |